# La sicurezza degli oggetti
La sicurezza degli oggetti (The Safety of Objects) è un film del 2001 diretto da Rose Troche.

## Trama
La storia di quattro famiglie di New York, che s'intrecciano, creando amori, speranze e conflitti:
Per badare al figlio in coma Esther perde di vista il resto della famiglia, trascurando marito e la figlia Julie. Annette Jennings è in crisi dovendo pensare al mantenimento di due figlie e al divorzio. Jim Train pensa di essere inutile come padre e marito, osservando come vivono sua moglie e i suoi figli. Helen Christianson stanca della solita vita vorrebbe cambiare tutto e nel frattempo trascura i suoi figli e il marito.
Tutte le famiglie hanno lo stesso giardiniere, Randy, che rifiuta l'amore di Annette mentre Helen ha un ripensamento prima di tradire il marito con lui.

## Produzione
Tratto dall'omonimo romanzo di A.M. Homes, prodotto dalle società Better Safe Productions Inc., Clear Blue Sky Productions, Infilm, Killer Films, Renaissance Films e Vulcan Productions.

## Distribuzione

### Data di uscita
Il film venne distribuito in varie nazioni, fra cui:
- Stati Uniti d'America, The Safety of Objects 24 aprile 2001 (prima)
- Canada 7 settembre 2001[2]
- Spagna 20 settembre 2001[3]
- Svezia, Suburbia  28 gennaio 2002[4]
- Argentina, La seguridad de los objetos 10 marzo 2002[5]
- Norvegia 22 agosto 2002[6]
- Francia, The Safety of Objects 3 settembre 2002[7]
- Italia, La sicurezza degli oggetti 29 novembre 2002
- Francia 26 febbraio 2003
- Australia 5 giugno 2003
- Inghilterra, The Safety of Objects 15 agosto 2003
- Messico, Vidas en común 24 ottobre 2003
- Spagna 7 novembre 2003
- Argentina 5 agosto 2004

## Riconoscimenti
- 2002 - Festival del cinema americano di Deauville
  - Premio della critica internazionale